# Инубуси, Такаюки
Такаюки Инубуси (яп. 犬伏 孝行; род. 11 августа 1972, Ямакава, Токусима) — японский легкоатлет, специалист по бегу на длинные дистанции и марафону. Выступал как элитный бегун в 1990-х — 2000-х годах, участник ряда крупных международных соревнований, в том числе летних Олимпийских игр в Сиднее.

## Биография
Такаюки Инубуси родился 11 августа 1972 года в городе Ямакава (ныне часть Йосиногавы) префектуры Токусима, Япония.
Во время учёбы в старшей школе увлекался футболом, но затем перешёл в лёгкую атлетику. По окончании школы стал членом команды фармацевтической компании Otsuka Pharmaceutical.
Первый серьёзный результат на шоссе показал в сезоне 1992 года, пробежав полумарафонскую дистанцию в рамках Марафона Беппу — Оита, пришёл к финишу третьим с результатом 1:03:23.
В 1995 году занял 59 место на Марафоне озера Бива (2:25:16).
В 1998 году закрыл десятку сильнейших на Бостонском марафоне (2:13:15).
В 1999 году стал седьмым на Токийском марафоне (2:12:20) и с личным рекордом вторым на Берлинском марафоне (2:06:57), уступив на финише только кенийцу Джозефату Кипроно.
На Токийском марафоне 2000 года с результатом 2:08:16 занял итоговое четвёртое место — тем самым прошёл отбор в японскую национальную сборную и удостоился права защищать честь страны на летних Олимпийских играх в Сиднее. Из трёх японских бегунов считался главным претендентом на медаль в программе мужского марафона, однако на середине дистанции почувствовал себя плохо и примерно на 38 км вынужден был сойти с дистанции.
После сиднейской Олимпиады Инубуси ещё в течение некоторого времени оставался действующим элитным бегуном и продолжал принимать участие в крупнейших международных стартах. Так, в 2001 году он финишировал седьмым на Лондонском марафоне (2:11:42) и отметился безрезультатным выступлением на Чикагском марафоне.
В 2002 году стартовал на Фукуокском марафоне, но сошёл с дистанции и не показал никакого результата.
В 2004 году занял 23 место на Токийском международном марафоне (2:17:33).
Последний раз бежал как элитный спортсмен в сезоне 2005 года — вышел на старт Парижского марафона, однако финишировать здесь не смог.